# Mino Cinelu
Dominique "Minu" Cinelo (født 10. marts 1957 i Saint-Cloud, Hauts-de-Seine, Frankrig) er en fransk percussionist, musikproducer og multi-instrumentalist.
Cinelo kom til New York i 1979, hvor han begyndte at spille med musikere som Kenny Barron, George Benson og Wayne Shorter.
I begyndelsen af 1980'erne begyndte han at spille med Miles Davis, og han kom på verdensturné med ham.
Cinelo blev derefter inviteret til at blive Weather Reports percussionist midt i 1980'erne, efter at Joe Zawinul havde hørt ham spille med Davis' gruppe.
Cinelo har desuden spillet med Sting, Branford Marsalis, Omar Hakim, Mark Egan, Marcus Miller, Victor Bailey, Al Foster, Kevin Eubanks etc.